# Bernuy de Porreros
Bernuy de Porreros település Spanyolországban, Segovia tartományban. Bernuy de Porreros Segovia, Valseca, Cabañas de Polendos, Espirdo és La Lastrilla községekkel határos. Lakosainak száma 1247 fő (2024).

## Népesség
A település népessége az elmúlt években az alábbi módon változott:
| Lakosok száma | 338  | 400  | 480  | 630  | 697  | 703  | 762  | 747  | 903  | 1247 |
|               | 2001 | 2004 | 2007 | 2009 | 2012 | 2014 | 2017 | 2019 | 2022 | 2024 |